# 東本地町
東本地町（ひがしほんじちょう）は、愛知県瀬戸市本地連区の町名。現行行政地名は東本地町1丁目から3丁目。

## 地理
- 瀬戸市の南西部に位置する[8]。西を駒前町・西本地町、北を高根町・美濃池町・神川町、東を幡西町、南を南菱野町と隣接している[8]。
- 矢田川左岸の谷平野[9]。集落は旧名古屋山口往来道沿いに位置する[9]。
- 水田と屋敷林に囲まれた旧家の景観を残す[9]。

### 河川
- 矢田川（山口川）[8] ： 町の北端、神川町・美濃池町・高根町との町境を西流している。
- 新田屋敷川（矢田川支流） ： 1丁目と3丁目の境を西流した後、1丁目と2丁目の境を北流し、町の北端で矢田川に注ぎ込んでいる。

### 池沼
新田洞池 ： 3丁目の北部にある。

### 学区
市立小・中学校に通う場合、学区は以下の通りとなる。、公立高等学校普通科に通う場合の学区は以下の通りとなる。
| 町丁・丁目    | 番・番地等 | 小学校               | 中学校             | 高等学校 |
| ------------- | ---------- | -------------------- | ------------------ | -------- |
| 東本地町1丁目 | 全域       | 瀬戸市立幡山西小学校 | 瀬戸市立幡山中学校 | 尾張学区 |
| 東本地町2丁目 | 全域       | 瀬戸市立幡山西小学校 | 瀬戸市立幡山中学校 | 尾張学区 |
| 東本地町3丁目 | 全域       | 瀬戸市立幡山西小学校 | 瀬戸市立幡山中学校 | 尾張学区 |

## 歴史

### 町名の由来
山口川（矢田川）沿いに6世紀初めに築かれた古墳があり、「誉牟治別命（）」が祀られていると伝えられている。この命の名前が訛って「本地」となったと言われる。

### 沿革
- 1970年（昭和45年）4月15日 - 瀬戸市大字本地字新田屋敷・駒前の各一部により、同市東本地町3丁目として成立[2]。
- 1971年（昭和46年）9月2日 - 瀬戸市大字本地字新田屋敷・新田・前田・鍋田の各一部と、同市大字菱野字福古・西野々・土取の各一部[注釈 2]により、同市東本地町1・2丁目として成立[13]。

## 世帯数と人口
2024年（令和6年）2月1日現在の世帯数と人口は以下の通りである。
| 町丁・丁目    | 世帯数  | 人口  |
| ------------- | ------- | ----- |
| 東本地町1丁目 | 30世帯  | 74人  |
| 東本地町2丁目 | 58世帯  | 145人 |
| 東本地町3丁目 | 64世帯  | 127人 |
| 計            | 152世帯 | 346人 |

### 人口の変遷
国勢調査による人口の推移
| 1995年（平成7年）  | 385人 | [ 14 ] |  |
| 2000年（平成12年） | 374人 | [ 15 ] |  |
| 2005年（平成17年） | 371人 | [ 16 ] |  |
| 2010年（平成22年） | 352人 | [ 17 ] |  |
| 2015年（平成27年） | 340人 | [ 18 ] |  |
| 2020年（令和2年）  | 343人 | [ 19 ] |  |

### 世帯数の変遷
国勢調査による世帯数の推移。
| 1995年（平成7年）  | 112世帯 | [ 14 ] |  |
| 2000年（平成12年） | 115世帯 | [ 15 ] |  |
| 2005年（平成17年） | 123世帯 | [ 16 ] |  |
| 2010年（平成22年） | 124世帯 | [ 17 ] |  |
| 2015年（平成27年） | 125世帯 | [ 18 ] |  |
| 2020年（令和2年）  | 136世帯 | [ 19 ] |  |

## 交通

### 鉄道
町内に鉄道は走っていない。最寄り駅は、愛知環状鉄道・愛知環状鉄道線瀬戸口駅になる。

### バス
名鉄バス「東山線」
- 【40】【41】藤が丘 - 岩作 - 本地口 - 菱野団地 系統
- 【43】【44】藤が丘 - 岩作 - 本地口 - 瀬戸駅前 系統

以上の4系統が走っているが、町内にバス停はない。最寄りのバス停は、本地口バス停になる。
瀬戸市コミュニティバス「本地線」
- 陶生病院 - 瀬戸口駅 - 愛知医大 系統 ： 幡山西小学校西バス停

- 幡山西小学校西バス停

### 道路
愛知県道57号瀬戸大府東海線 ： 町の南端部をかすめるように通っている。

## その他

### 日本郵便
- 郵便番号 ： 489-0973[6]（集配局：瀬戸郵便局[20]）。